# Ҡ
Ҡ (minuskule ҡ) je písmeno cyrilice. Je používáno pouze v baškirštině. Jedná se o variantu písmena К. Písmeno zachycuje stejnou hlásku jako písmeno Ӄ v chantyjštině a čukotštině, písmeno Қ v turkických jazycích, písmeno Ԟ v aleutštině, a nyní již nepoužívané písmeno Ԛ, které bylo v minulosti používáno pro zápis kurdštiny a abcházštiny.